# Nationalität
Der Begriff Nationalität wird für verschiedene Konzepte angewandt: Einerseits steht er im Deutschen für die rechtliche Zuordnung einer Person zu politisch definierten Nationen im Sinne der Staatsangehörigkeit. Andererseits kann die Nationalität auch die Zugehörigkeit zu einer Ethnie oder einer nationalen Identität und dessen Volk über den Begriff der Volkszugehörigkeit beschreiben.

## Nationalität als ethnische Zuordnung
In der Deutschen Demokratischen Republik (DDR) wurde der Begriff „Nationalität“ anders als der Begriff nationality im englischen Sprachgebrauch nicht als Rechtsbegriff gesehen, sondern nur als ethnisch-sozialer Begriff. Die „deutsche Nationalität“ im Sinne der DDR-Führung durfte demnach nicht mit deutscher Staatsangehörigkeit gleichgesetzt werden (Staatsangehörigkeit: DDR, Nationalität: deutsch). Der Inhalt der Begriffe „Nationalität“ und „Nation“ wurde in der DDR folgendermaßen umschrieben:

„Dieser Gesamtkomplex ethnischer Eigenschaften, Züge und Merkmale einer Bevölkerung wird als ‚Nationalität‘ bezeichnet. Der Begriff der Nationalität ist also enger als der Nationsbegriff, denn er umfasst nur eine der Komponenten der Nation und überdies nicht die ausschlaggebende. Der Begriff der Nation ist wesentlich umfassender, denn er umschließt die Gesamtheit der sozialistischen Faktoren in der Einheit mit dem Ethnischen […]. Die Bürger der DDR sind in ihrer überwiegenden Mehrheit ihrer Herkunft, ihrer Sprache, ihrem Lebensgewohnheiten und Traditionen – kurzum ihren ethnischen Eigenheiten, also ihrer Nationalität nach Deutsche. Die sozialistische Nation in der DDR ist deutscher Nationalität.“

So konnte man auch beispielsweise „Bürger der Deutschen Demokratischen Republik sorbischer Nationalität“ sein.
In postkommunistischen Staaten besteht bis heute die Praxis, zwischen Staatsbürgerschaft und Nationalität zu differenzieren und dies auch in amtlichen Dokumenten ihrer Staatsbürger zu vermerken.
In Ländern wie Russland und Volksrepublik China wird bis heute sprachlich eindeutig zwischen Staatsbürgerschaft einerseits und Nationalität andererseits unterschieden. So bezieht sich das Wort rossijanin (deutsch „Russländer“) auf alle Staatsbürger der Russischen Föderation ungeachtet ihrer ethnischen Zugehörigkeit, während das Adjektiv russkij, das zum Ethnonym der (Groß-)Russen (russkie) wurde, hingegen ausschließlich für ethnische Russen verwendet wird.
In China werden chinesische Staatsbürger Zhōngguóren (deutsch „Mensch aus den Mittellanden“ bzw. „Menschen aus dem Reich der Mitte“) genannt, während die dominanten Han-Chinesen als Hànrén (dt. „Menschen des Han-Volkes“) bezeichnet werden (siehe auch: Völker Chinas), und erst in jüngerer Geschichte wird versucht, eine übergeordnete chinesische Nationalität (Zhōnghuá Mínzú) auszuprägen.

## Nationalität als Zuordnung zu einem Staat
Der Begriff „Nationalität“ wird nicht nur benutzt, um Menschen einer Ethnie zuzuordnen, sondern auch dazu, die Zugehörigkeit zu einem als „Nation“ definierten (National-)Staat zu bezeichnen. Bei dieser Begriffsverwendung ist Nationalität (englisch nationality, französisch nationalité) ein Synonym für Staatsangehörigkeit bzw. Staatsbürgerschaft, letztere im innerstaatlichen Recht, vor allem in Westeuropa. Insoweit wird der Nationalstaat mehrheitlich von Menschen gleicher Nationalität bevölkert.

## Begriffsgebrauch in Ländern ohne Mehrheitsethnie
In Ländern wie den USA und Kanada wird das eigene Land trotz der unterschiedlichen ethnischen Herkunft seiner Bewohner und dem Fehlen einer Mehrheits-Ethnie ebenfalls als Nation bezeichnet, und es wird deshalb von amerikanischer beziehungsweise kanadischer Nationalität gesprochen. Aus der Sicht von US-Amerikanern und Kanadiern ist die Nation das Ergebnis von politischen und verfassungsmäßigen Entwicklungen. Mit Bezug auf Deutschland bezeichnet Dolf Sternberger dieses Verständnis des Begriffs „Nation“ als Verfassungspatriotismus. Ein verwandtes Konzept hierbei ist die Willensnation.
Verfechter von Nationalitätskonzepten, die auf einer Volkszugehörigkeit beruhen, bezeichnen solche Nationen als Vielvölkerstaaten.
Strittig ist, ob durch die lange Zeit des Zusammenlebens und durch den Gebrauch einer gemeinsamen Landessprache im Laufe der Zeit neue Ethnien (hier: ethnische US-Amerikaner bzw. ethnische Kanadier) und insofern auch ethnisch bestimmte Nationalitäten entstehen.